# Koškovce
Koškovce est un village de Slovaquie situé dans la région de Prešov.

## Histoire
Première mention écrite du village en 1543.

## Démographie

### Évolution de la population
| Année:               | 1994. | 2004.   | 2014.   | 2024.    |
| -------------------- | ----- | ------- | ------- | -------- |
| Nombre de personnes: | 603   | 622     | 609     | 528      |
| Différence:          |       | +3,15 % | -2,09 % | -13,30 % |

| Année:               | 2023. | 2024.   |
| -------------------- | ----- | ------- |
| Nombre de personnes: | 533   | 528     |
| Différence:          |       | -0,93 % |